# 拉艾德鲁托
拉艾德鲁托（法語：La Haye-de-Routot，法語發音：[la ɛ də ʁuto]）是法国厄尔省的一个市镇，属于贝尔奈区。

## 地理
拉艾德鲁托（49°24'16"N, 0°43'38"E）面积2.51 平方千米，位于法国诺曼底大区厄尔省，该省份为法国北部内陆省份，北起滨海塞纳省，西接奧恩省和卡爾瓦多斯省，南至厄尔-卢瓦省，东临瓦兹省、瓦兹河谷省和伊夫林省。
与拉艾德鲁托接壤的市镇（或旧市镇、城区）包括：欧维尔、拉艾欧布雷、鲁托、阿尔洛讷昂塞纳、瓦特维尔拉吕。

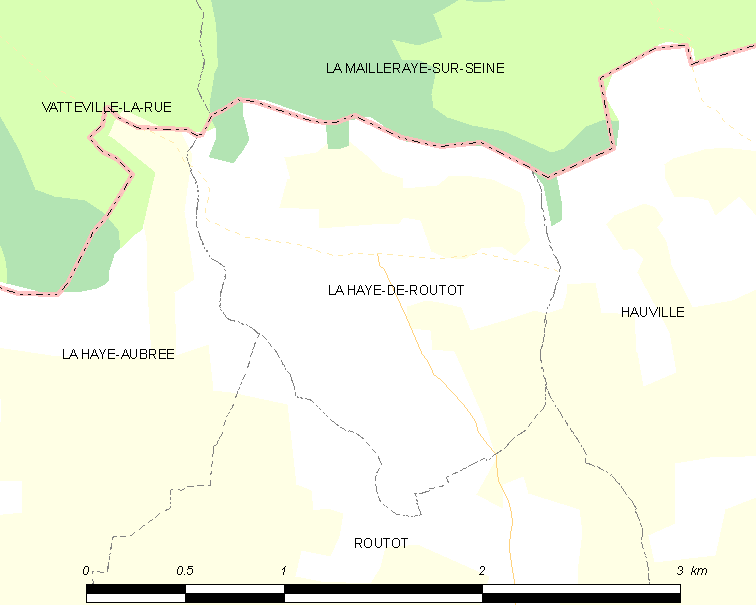
拉艾德鲁托的OSM定位图

拉艾德鲁托的时区为UTC+01:00、UTC+02:00（夏令时）。

## 行政
拉艾德鲁托的邮政编码为27350，INSEE市镇编码为27319。

## 政治
拉艾德鲁托所属的省级选区为阿沙尔堡县。

## 人口

1962-2008年间拉艾德鲁托人口变化图示

拉艾德鲁托于2022年1月1日时的人口数量为286人。